# Temeswarer Nachrichten
Die Temeswarer Nachrichten waren eine deutschsprachige Wochenzeitung, die 1771 in Timișoara (dt. Temeschwar) im Temescher Banat der Habsburgermonarchie erschienen ist. Sie gilt als die älteste Zeitung in Südosteuropa. Herausgeber und Redakteur war Matthias Joseph Heimerl, der 1769 mit kaiserlichem Privilegium die erste Druckerei des Banats eröffnet hatte. Neben der Wiedergabe von Auszügen aus Wiener Zeitungen enthielten die Temeswarer Nachrichten Lokalberichte über Wochenmärkte, Lebensmittelpreise oder dokumentierten die Verordnungen der österreichischen Landesadministration. In einer zweimal monatlich erscheinenden Beilage veröffentlichte Heimerl überdies Artikel zu kulturellen, historischen oder gesellschaftlichen Themen und widmete sich auch den Diskussionen und Auseinandersetzungen zur Multi- und Interkulturalität in der Region. Der Herausgeber bot in seiner Zeitung zudem unterhaltende, satirische Abhandlungen über die Temeschwarer Gesellschaft und veröffentlichte auch einen Kalender. Obwohl die Zeitung sich somit nicht nur an einen exklusiven Kreis von Gebildeten richtete, sondern breitere Bevölkerungsschichten als Leser zu gewinnen versuchte, blieb ihr der kommerzielle Erfolg verwehrt. Nur 17 Nummern der Temeswarer Nachrichten sind bis zu ihrer Einstellung nachweisbar; zu stark war die Konkurrenz der Wiener Blätter, die von den Temeschwarer Intellektuellen bezogen wurden. Aus ähnlichen Gründen sollte 1784 mit der Temesvarer Zeitung die erste politische Zeitung des Banats scheitern.